# Dessauer SV 98
Die Dessauer Spielvereinigung von 1898 war ein deutscher Sportverein aus Dessau, der von 1898 bis 1945 existierte.

## Geschichte
Am 20. März 1898 wurde der Verein unter dem Namen Dessauer FC 1898 in Dessau gegründet. Im Jahr 1911 vollzog der Verein eine Umbenennung in Dessauer Spielvereinigung von 1898, kurz Dessauer SV 98. Der Verein spielte in der Gauliga Anhalt innerhalb des Verbandes Mitteldeutscher Ballspiel-Vereine, konnte sich jedoch nie für die mitteldeutsche Fußballendrunde qualifizieren.
Nach der Gründung der Gauligen qualifizierte sich der Dessauer SV erstmals 1940/41 für die Gauliga Mitte. In der Saison 1940/41 sicherte man sich mit den siebten Platz den Verbleib in der Liga. In der Spielzeit 1942/43 und der Spielzeit 1943/44 belegte der Verein am Saisonende den sechsten Platz. Zur Zeit der Gauliga spielte der Verein hinter dem Lokalrivalen und sechsfachen Gauligameister Dessau 05 nur eine Nebenrolle in der Stadt.
Die Feldhandball-Abteilung des Vereins stieg 1936/37 in die erstklassige Handball-Gauliga Mitte auf. 1941, 1943 und 1944 konnte Dessau die Gaumeisterschaft gewinnen und qualifizierte sich dadurch für die Deutsche Feldhandball-Meisterschaft.
Nach dem Zweiten Weltkrieg wurde der Verein im Jahr 1945 aufgelöst.

## Statistik
- Teilnahme Gauliga Mitte: 1941/42 bis 1944/45
- Handball-Gaumeister Mitte: 1941, 1943, 1944

## Nachfolge

### BSG ZAB Dessau
1945 wurde der Verein aufgelöst aber schon im Juli desselben Jahres als Sportgruppe Ziebigk neu gegründet. Daraus entstand 1946 die SG Dessau-West. In der Folgezeit vollzog die Betriebssportgemeinschaft ab 1951 erneute Namensänderungen in Stahl Dessau, Motor Nordwest Dessau, Motor Polysius Dessau sowie ZAB Dessau. Als Trägerbetrieb fungierte der Zementanlagenhersteller Polysius. Sportlich stieg Motor Polysius Dessau gemeinsam mit Motor Köthen im Jahr 1955 in die damals viertklassige Bezirksliga Halle auf, die bis 1959 gehalten wurde. Der Aufstieg zur neu gegründeten II. DDR-Liga gelang trotz des 1955 erreichten Staffelsieges nicht. Im Anschluss versank ZAB Dessau wieder in der Bedeutungslosigkeit des DDR-Fußballs.

### Dessauer SV ZAB
1990 wurde der Verein erneut in Dessauer SV ZAB umbenannt, bereits 1997 ging der Dessauer SV in die Insolvenz. Noch im selben Jahr erfolgte die Neugründung des Dessauer S.V. 97, der an die Tradition der "98er" anknüpft. Der D.S.V. 97 ist heute ein Mehrspartenverein (Fußball, Volleyball, Kegeln, Badminton, Lauf, Triathlon, Gymnastik) mit ca. 400 Mitgliedern, dessen größte Abteilung die Abteilung Fußball mit 196 Mitgliedern ist.